# God (песня Джона Леннона)
«God» (рус. Бог) — песня Джона Леннона с его первого послебитловского сольного альбома John Lennon/Plastic Ono Band, вышедшего в свет в США и Великобритании 11 декабря 1970 года.

## Тематика песни
Песня посвящена теме религии и вызвала много полемики. В песне Леннон описывает Бога как «понятие, которым мы измеряем нашу боль». Во второй части песни Леннон поёт, что верит только в себя и Йоко и не верит в магию, «И цзин», Библию, таро, Гитлера, Иисуса, Кеннеди, Будду, мантру, Гиту, йогу, королей, Элвиса, Циммермана и The Beatles. В конце песни Леннон описывает перемену, произошедшую с ним после распада The Beatles. Леннон утверждает, что он больше не мечтатель и не морж, а просто «Джон». В завершении песни Леннон поёт «сон подошёл к концу» (The dream is over), тем самым свидетельствуя о завершении мифа «The Beatles были Богом». «Если Бог существует, мы все им являемся», объяснил Леннон позже.